# Cinemática directa
La cinemática de un robot es el estudio de los movimientos de un robot. En un análisis cinemático la posición, velocidad y aceleración de cada uno de los elementos del robot son calculados sin considerar las fuerzas que causan el movimiento. La relación entre el movimiento y las fuerzas asociadas son estudiadas en la dinámica de robots. 
El estudio de la cinemática de manipuladores se refiere a todas las propiedades geométricas y basadas en el tiempo del movimiento. Las relaciones entre los movimientos y las fuerzas y movimientos de torsión que lo ocasionan constituyen el problema de la dinámica.
Un problema muy básico en el estudio de la manipulación mecánica se conoce como cinemática directa, que es el problema geométrico estático de calcular la posición y orientación del efector final del manipulador.

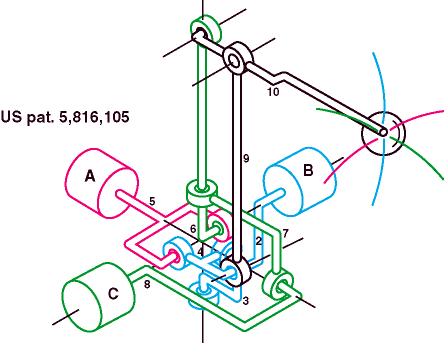
Esquema de un mecanismo o estructura articulada.

Se denomina cinemática directa a una técnica usada en gráficos 3D por computadora, para calcular la posición de partes de una estructura articulada a partir de sus componentes fijas y las transformaciones inducidas por las articulaciones de la estructura.
La cinemática directa se refiere al uso de ecuaciones cinemáticas para calcular la posición de su actuador final a partir de valores específicos denominado parámetros. Las ecuaciones cinemáticas de un robot son usadas en robots, juegos de computadoras y la animación. El proceso inverso que calcula el conjunto de parámetros a partir de una posición especifica del actuador final es la cinemática inversa.
En una cadena serial, la solución siempre es única: dado un conjunto de vectores estos siempre corresponderán a una única posición del actuador. 
Métodos para el análisis de la cinemática directa:
```
 - Transformación de matrices.
 - Geometría
 - Transformación de Coordenadas
```

En una cadena paralela, la solución no es única: para esta un conjunto de coordenadas se tienen más de una posición final para el actuador.
Un ejemplo típico de estructura jerárquica sobre el que realizar estos cálculos es un robot, formado por cuerpos rígidos enlazados por articulaciones. Se puede establecer un sistema de referencia fijo situado en la base del robot, y describir la localización de cada uno de los eslabones con respecto a dicho sistema de referencia. Una pieza rígida A depende jerárquicamente de otra B si, para alcanzar la parte fija de la estructura (base del robot) desde A, se debe pasar por B. Para calcular la posición de una pieza rígida de la estructura se deben calcular las posiciones de todas las piezas de las que depende. Bibliotecas gráficas de uso generalizado, como OpenGL, están diseñadas para facilitar estos cálculos y llevarlos a cabo eficientemente mediante pilas de matrices.
La denominación de esta técnica se adopta en contraposición a otra técnica relacionada, la cinemática inversa, que consiste en calcular las transformaciones necesarias en las articulaciones de una estructura, de modo que su extremo se coloque en una posición determinada.
El problema cinemático directo consiste en determinar cuál es la posición y orientación del extremo final del robot, con respecto a un sistema de coordenadas que se toma como referencia, conocidos los valores de las articulaciones y los parámetros geométricos de los elementos del robot.
En general, un robot de n grados de libertad está formado por n eslabones unidos por n articulaciones, de forma que cada par articulación - eslabón constituye un grado de libertad. A cada eslabón se le puede asociar un sistema de referencia solidario a él y, utilizando las transformaciones homogéneas, es posible representar las rotaciones y traslaciones relativas entre los distintos eslabones que componen el robot. La matriz de transformación homogénea que representa la posición y orientación relativa entre los distintos sistemas asociados a dos eslabones consecutivos del robot se denomina i−1Ai. Del mismo modo, la matriz 0Ak, resultante del producto de las matrices i−1Ai con i desde 1 hasta k, es la que representa de forma total o parcial la cadena cinemática que forma el robot con respecto al sistema de referencia inercial asociado a la base. Cuando se consideran todos los grados de libertad, a la matriz 0An se le denomina T, matriz de transformación que relaciona la posición y orientación del extremo final del robot respecto del sistema fijo situado en la base del mismo. Así, dado un robot de 6 grados de libertad, se tiene que la posición y orientación del eslabón final vendrá dado por la matriz T.

Para describir la relación que existe entre dos sistemas de referencia asociados a eslabones, se utiliza la representación Denavit - Hartenberg (D-H). Denavit y Hartenberg propusieron en 1955 un método matricial que permite establecer de manera sistemática un sistema de coordenadas {Si} ligado a cada eslabón i de una cadena articulada. Además, la representación D-H permite pasar de un sistema de coordenadas a otro mediante 4 transformaciones básicas que dependen exclusivamente de las características geométricas del eslabón.
Sistemas Homogéneos de transformación
Las transformaciones homogéneas son usadas para calcular los valores de la coordenadas de una determinó elemento del robot. Se hace uso de matrices cuadradas. Esta transformación especifica la localización del actuador en el espacio con respecto a la base del robot, pero no nos dice que configuración se requiere de todos sus elementos para alcanzar esa determinada posición.
Sistema de coordenadas de la mano derecha 
En este sistema de coordenadas, si se conoce la dirección de dos de los tres ejes, se puede determinar la dirección del tercer eje. La regla de la mano derecha determina la dirección de ángulos positivos.